# La maledizione della vedova nera
La maledizione della vedova nera è un film televisivo del 1977 diretto da Dan Curtis ed interpretato da Tony Franciosa, Donna Mills, Patty Duke, Vic Morrow e June Allyson.

## Trama
Una serie di misteriosi omicidi mette in allarme la città di Los Angeles: un misterioso assassino è solito mutilare ed avvolgere le proprie vittime in una ragnatela, come se fosse un ragno. Il detective privato Mark Higbie si mette ad indagare per scoprire l'identità del colpevole.

## Trasmissione
Il film venne trasmesso per la prima volta negli Stati Uniti dalla ABC il 16 settembre 1977. Successivamente la ABC ha ritrasmesso il film nel 1979 con il titolo Love Trap.
In Italia il film è stato trasmesso per la prima volta, in seconda serata, il 21 luglio 1982 su Canale 5.